# Ferdinand Swietłow
Ferdinand Jurjewicz Swietłow (Szonfeld) (ros. Фердинанд Юрьевич Светлов (Шёнфельд), ur. 1884 w Odessie, zm. 1943 w Komijskiej ASRR) – radziecki działacz partyjny.

## Życiorys
W 1904 wstąpił do partii eserowców, a od października 1906 do 1919 działał w Partii Socjalistów-Rewolucjonistów-Maksymalistów, 1919 został członkiem RKP(b). Wykładał w moskiewskiej gubernialnej szkole partyjnej, od lipca 1923 do 26 lutego 1924 był sekretarzem odpowiedzialnym KC Komunistycznej Partii (bolszewików) Turkiestanu, a od 1924 redaktorem gazety "Ekonomiczeskaja Żyzń", później wykładowcą 1 Moskiewskiego Uniwersytetu Państwowego. Następnie wykładał w Moskiewskiej Wyższej Szkole Technicznej im. Baumana, był zastępcą kierownika odpowiedzialnego Agencji TASS przy Radzie Komisarzy Ludowych ZSRR i do lutego 1938 kierownikiem Wydziału Krytyki i Bibliografii Redakcji Gazety "Izwiestija".
W lutym 1938 został aresztowany na fali wielkiej czystki i 24 marca 1939 skazany na 8 lat pozbawienia wolności. Zmarł w łagrze.